# Darude
Darude, pseudonimo di Toni-Ville Henrik Virtanen (Eura, 17 luglio 1975), è un disc jockey e produttore discografico finlandese di musica trance.
Ha rappresentato la Finlandia all'Eurovision Song Contest 2019, in collaborazione con il cantante Sebastian Rejman con il brano Look Away, non riuscendo però a qualificarsi per la serata finale.

## Biografia

### Gli inizi
Virtanen ha cominciato la sua carriera come musicista amatoriale durante le scuole superiori, producendo musica usando il tracker software del suo PC. Dal momento in cui il suo interesse per la produzione musicale crebbe si spostò su tecniche di produzione più professionali.
Durante un party con i compagni, Virtanen suonò la canzone Rude Boy, scritta dall'artista Svedese Leila K, quattro volte. Questo gli fece guadagnare il soprannome di "Rude Boy," che gradualmente mutò in "Da Rude", il quale a sua volta ispirò il nome "Darude". 
Virtanen continuò a produrre musica durante la scuola tecnica, pubblicando occasionalmente delle demo alle stazioni radio a partire dal 1997, e offrendo la sua musica per il download su MP3.com. Nel 1999, diede una demo del brano Sandstorm al suo produttore, JS16 (Jaakko Salovaara). Virtanen firmò con JS16's 16 Inch Records label, e Sandstorm fu pubblicata come singolo.

### Carriera recente
Sandstorm fu una hit di grande successo in Finlandia, giungendo in cima alla classifica dei singoli finlandesi e mantenendo la prima posizione per diciassette settimane consecutive. La voce si sparse rapidamente, e la traccia ebbe un successo globale. Dopo essere diventato il singolo numero 3 nel Regno Unito (diventando la prima incisione di un artista Finlandese a riuscire nell'impresa), Sandstorm vendette alla fine 2 milioni di copie in tutto il mondo, e fu l'incisione 12 pollici che vendette di più nel 2000.
Subito dopo, Darude pubblicò il suo album del debutto, Before the Storm, vendendo 800 000 copie in tutto il mondo, raggiungendo la vetta della classifica degli album finlandesi, e facendogli guadagnare tre Grammy awards finlandesi. Before the Storm venne prodotta da JS16, e presenta due dei suoi remix.
Il secondo singolo di Darude, Feel the Beat, seguì da vicino il successo di Sandstorm, raggiungendo la posizione numero #5 nella classifica dei singoli britannici. Le uscite successive, Out of Control e Out of Control (Back for More) (un remix con la voce di Tammie Marie) non riuscirono però a ripetere il successo dei primi due singoli di Darude.
Darude cominciò un tour di successo nel 2001, facendo uscire Before the Storm: Australian Tour Edition. Il 2002 vide l'uscita di Before the Storm: Special Edition, che presentava una raccolta di remix di Darude.
Nel 2003, Darude ha pubblicato il secondo album, Rush, assieme ai singoli Music e Next to You. Tutti e tre hanno avuto modesto successo, con Rush ha raggiunto la posizione numero 4 nella classifica settimanale finlandese degli album venduti e Next to You è comunemente presentato nei remix di DJ.
Nel 2014 Darude fu ospite di Valve Corporation alla finale del TI4, quarta edizione dell'International di Dota 2: in quell'occasione il brano Sandstorm ottenne un'immensa visibilità e si diffuse in particolare come meme.
Il 29 gennaio 2019 è stato confermato che l'ente televisivo finlandese Yle l'ha selezionato come rappresentante nazionale per l'Eurovision Song Contest 2019, collaborando con il cantante e conduttore televisivo Sebastian Rejman. I due si sono esibiti nella prima semifinale del 14 maggio, ma non si sono qualificati per la finale, piazzandosi ultimi su 17 partecipanti con 23 punti totalizzati, di cui 14 dal televoto e 9 dalle giurie. Sono risultati i più votati dal pubblico estone.

## Sviluppi recenti

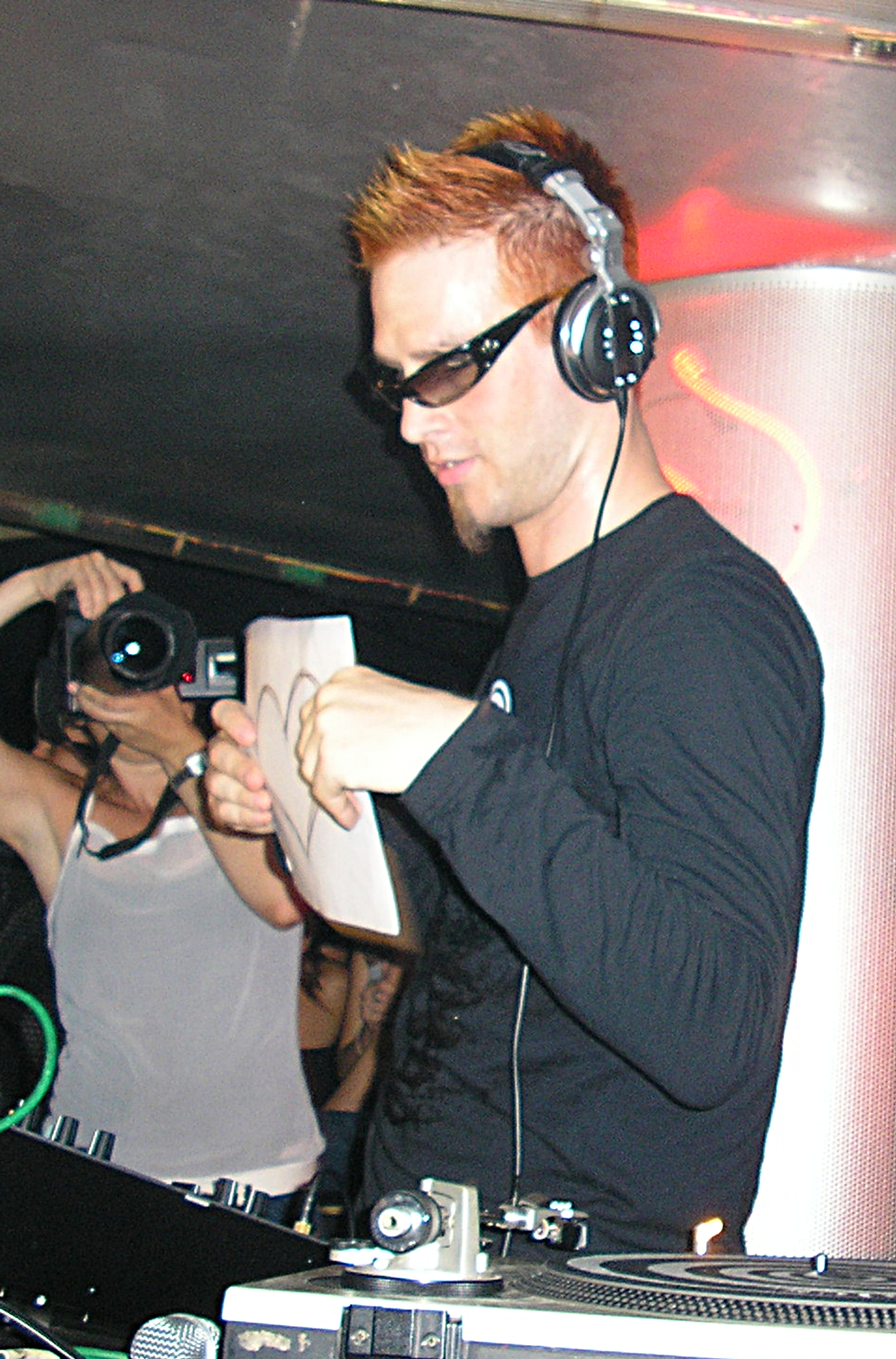
Darude si esibisce a El Salvador nel 2004

Darude è attualmente classificato alla posizione numero #57 nella lista dei DJ del 18 maggio 2008 e alla posizione numero #116 nella classifica DJ Mag Top 100.
Darude ha reso disponibili i suoi singoli Tell Me e My Game dal suo nuovo album Label This! nella sua pagina MySpace ufficiale. Tell Me è stato pubblicato in Finlandia l'11 aprile 2007 e My Game il 19 settembre 2007.
La data di uscita finlandese per Label This! è stata il 24 ottobre 2007.

## Discografia

### Album
- 1999 - Ignition
- 2000 - Before the Storm
- 2003 - Rush
- 2007 - Label This!
- 2015 - Moments

### Singoli
- 1999 - Sandstorm
- 2000 - Feel the Beat
- 2000 - Out of Control
- 2001 - Out of Control (Back for More)
- 2003 - Music
- 2003 - Next to You
- 2007 - Tell Me
- 2007 - My Game
- 2008 - In the Darkness
- 2009 - Hard Trance
- 2015 - Beautiful Alien (feat. AI AM)
- 2019 - Release Me (feat. Sebastian Rejman)
- 2019 - Superman (feat. Sebastian Rejman)
- 2019 - Look Away (feat. Sebastian Rejman)

### Remix Ufficiali
- 2000 - Rising Star - Touch Me (Darude Remix)
- 2000 - Rising Star - Touch Me (Darude's Sandstorm Mix)
- 2000 - Blank & Jones - Beyond Time (Darude vs. JS16 Remix)
- 2000 - Boom! - Boy Versus Girls (Darude vs. JS16 Remix)
- 2000 - Barcode Brothers - Dooh Dooh (Darude vs. JS16 Remix)
- 2000 - JDS - Nine Ways (Darude vs. JS16 Remix)
- 2000 - Waldo's People - No-Man's-Land (Darude vs. JS16 Remix)
- 2000 - Waldo's People - 1000 Ways (Darude vs. JS16 Remix)
- 2000 - ATB - The Fields of Love (Darude Remix)
- 2000 - Bleachin' - Peakin' (Darude vs. JS16 Short Version)
- 2000 - Bleachin' - Peakin' (Darude vs. JS16 Long Version)
- 2001 - Safri Duo - Played A-Live (The Bongo Song)(Darude vs. JS16 Remix)
- 2001 - The Thrillseekers - Synaesthesia (Darude vs. JS16 Remix)
- 2002 - DJ Aligator Project - Lollipop (Darude vs. JS16 Remix)